# Взрыв в кабинете премьер-министра Ирана (1981)
Взрыв в кабинете премьер-министра Ирана произошёл 30 августа 1981 года и был организован леворадикальными боевиками из Организации моджахедов иранского народа. Целью атаки был кабинет премьер-министра Мохаммада Джавада Бахонара. В результате взрыва погибли Бахонар, президент Ирана Мохаммад Али Раджаи и шесть иранских правительственных чиновников. Взрыв портфеля произошёл спустя два месяца после взрыва в Хафте-Тир, в результате которого погибло более семидесяти высокопоставленных иранских чиновников, включая верховного судью Мохаммада Бехешти, в то время второго по рангу должностного лица Ирана.
Согласно источникам, никто «точно не знал, кто находился в комнате в момент взрыва». В конечном счёте, пропавшими без вести числились трое участников, в том числе Масуд Кешмири, Бахонар и Раджаи. Позже выяснилось, что Раджаи и Бахонар погибли в результате взрыва. По словам автора Альберта Бенлиота, аятолла Хомейни возложил ответственность за взрыв на ОМИН: «Однако среди учёных и наблюдателей было много предположений о том, что эти взрывы на самом деле могли быть спланированы высокопоставленными лидерами Исламской республиканской партии, включая более позднего президента Ирана Али́ Акба́р Хашеми́ Рафсанджани́, чтобы избавиться от соперников внутри партии».
После этого временный президентский совет объявил пятидневный национальный траур, а парламент Ирана избрал аятоллу Махдави Кани следующим премьер-министром. 2 октября 1981 года парламент провёл выборы, на которых был избран преемник Бахонара.

## Взрыв

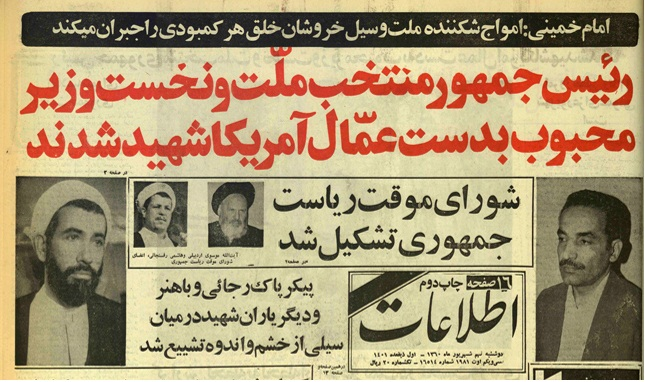
Первая полоса газеты Эттелаат, сообщающей о взрыве.

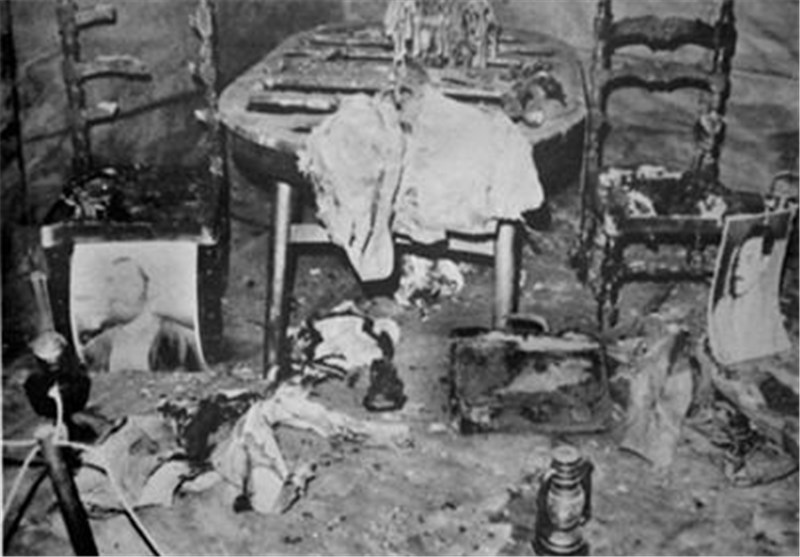
Кабинет премьер-министра Ирана после взрыва.

30 августа 1981 года в кабинете премьер-министра Ирана Мохаммада Джавада Бахонара взорвалась бомба, в результате чего погибли Бахонар, президент Мохаммад Али Раджаи и несколько иранских служащих.
По словам выживших, бомба взорвалась, когда одна из жертв открыла портфель, который принёс Масуд Кешмири как «агент МЕК».
Взрыв разрушил первый этаж. Из-за сильных ожогов тела погибших было сложно опознать. Раджаи и Бахонар были опознаны по их зубам. Они выиграли выборы, набрав 91 процент голосов, и находились у власти менее четырёх недель до убийства. На следующий день состоялись их похороны, на которых присутствовало около 500 000 человек

### Убитые видные чиновники
- Президент Мохаммад Али Раджаи
- Премьер-министр Мохаммад Джавад Бахонар
- Полковник Вахид Дастджерди, начальник иранской полиции
- Абдол Хоссейн Дафтариан[7]

## Подозреваемые
Хотя ни одна группировка не взяла на себя ответственность за взрыв, он, тем не менее, был приписан МЕК. Энн Кей Рид отмечает, что западные наблюдатели считают, что Народные моджахеды Ирана (МЕК) «скорее всего, несут ответственность за взрывы бомб 28 июня и 30 августа». Однако Ван Ингланд отмечает, что «взрывы были устроены сотрудниками — первым — сообщником, работающим в офисах ИРП, второй — охранником, отвечающим за безопасность в штаб-квартире премьер-министра Бахонара». Мангол Баят также выразил сомнения, что МЕК была способна совершить теракты, «поскольку для этого потребовалось бы проникновение в режим на очень высоком уровне». Исламская Республика Иран позже заявила, что нападение было совершено агентом МЕК Масудом Кешмири, секретарём офиса Бахонара и Высшего совета национальной безопасности, который использовал поддельный паспорт, чтобы сбежать из Ирана после нападения.
В ходе последующего расследования было выявлено более двадцати подозреваемых, в том числе Масуд Кешмири, Али Акбар Теграни, Мохаммад Казем Пейро Разави, Хосро Ганбари Теграни, Джавад Гадири, Мохсен Сазгара, Таги Мохаммади и Хабиболла Дадаши.

### Преступник
Исламская Республика Иран установила личность Масуда Кешмири (который в течение года до взрыва занимал должность секретаря в кабинете Бахонара) в качестве исполнителя. Представитель Генеральной прокуратуры заявил, что Кешмири так хорошо скрывал свою антиправительственную деятельность, что 31 августа тело, ошибочно принятое за его тело, было похоронено со всеми почестями как мученика исламской революции.
После взрыва Абдол Хоссейн Дафтариан застрял в лифте и задохнулся. МЕК выиграл немного времени для Кешмири, распространив слух о том, что человек, найденный в лифте, на самом деле был им. Хотя иранские власти арестовали и казнили множество агентов МЕК, Кешмири бежал из страны, используя поддельный паспорт.

## Последствия
2 октября 1981 года парламент провёл выборы, на которых был избран преемник Бахонара. Тегеранское радио также сообщило, что Исламская Республика «продолжит расстрелы противников, обвиняемых в убийстве первоначального внутреннего круга исламского руководства».